# Dicranoloma dichotomum
Dicranoloma dichotomum là một loài Rêu trong họ Dicranaceae. Loài này được (P. Beauv.) Renauld mô tả khoa học đầu tiên năm 1901.